# Сандерс, Кили Сью
Кили Сью Сандерс (англ. Keylee Sue Sanders; род. 29 июля, 1977 год; Луисбург, Канзас, США) — американская модель, победительница конкурсов красоты «Юная мисс Канзас» и Юная Мисс США 1995.

## Биография
Первую победу одержала в октябре 1994 года на конкурсе Юная мисс Канзас. В августе 1995 года стала победительницей национального конкурса «Юная мисс США», проводившийся в городе Уичито, в родном штате Канзас.
Позже, окончила бакалавр наук Университет штата Канзас по специальности «Fashion merchandising». Она продолжала принимать участие в мероприятиях и основала свой собственный бизнес-консалтинг «Keylee Sue & Associates, Inc» в 1997 году. В 1999 году, создала платье для участницы «Юная мисс Канзас» и «Юная мисс Миссури».
Переехала в Лос-Анджелес, где работала в ТВ-индустрии. Появлялась в программах «Good Day Live», «Soap Talk» и в видео рок-группы Smash Mouth. Она продолжала появляться в качестве эксперта по моде, также выходить в эфир «Good Day L.A.» и «Good Day Live». Она работала моделью и снималась в рекламе.
Сандерс вместе с Китом Льюисом, директором «Morgan Agency», образовали «K2 Productions», которая взяла на себя организацию конкурсов красоты «Мисс Калифорния» и «Юная мисс Калифорния» в 2006 году.
В 2016 году, она была одним из судей на конкурсе красоты Юная мисс США 2016.